# Robin Pedersen
Pour les articles homonymes, voir Pedersen.
Robin Mattias Johannes Pedersen, né le 31 août 1996 à Oslo, est un sauteur à ski norvégien.

## Carrière
Licencié au club Stålkameratene IL, il prend part à ses premières compétitions internationales en décembre 2013 dans la Coupe FIS. Il fait son retour deux ans plus tard à Notodden, où il finit sur le podium.
Aux Championnats du monde junior 2016, il obtient une médaille d'argent par équipes.
Finalement, il fait ses débuts dans la Coupe du monde à Oslo en mars 2018.
En décembre 2018, il gagne ses deux premiers concours de Coupe continentale à Lahti. Ainis nommé dans l'équipe pour la Tournée des quatre tremplins, il marque son premier point en Coupe du monde avec une 30e place à Garmisch-Partenkirchen.
Il gagne sa première compétition par équipes en Coupe du monde en mars 2019 à Holmenkollen, où il est aussi seizième en individuel.
En novembre 2019, il intègre le top dix d'un concours individuel pour la première fois en Coupe du monde avec une neuvième place à Wisła.

## Palmarès

### Championnats du monde
| Épreuve / Édition | Épreuve / Édition | Trondheim 2025 |
| Petit tremplin    |                   |                |
| Grand tremplin    |                   |                |
| Par équipes       | Grand tremplin    | Bronze         |
| Par équipes mixte | Petit tremplin    |                |

### Coupe du monde
- Meilleur classement général : 29e en 2020.
- Meilleur résultat individuel : 9e.
- 1 podium par équipes : 1 victoire.

Palmarès au 28 décembre 2019.

#### Classements généraux annuels
| Année     | Rang |
| 2018-2019 | 41e  |
| 2019-2020 | 29e  |

### Championnats du monde junior
- 2016 : 
  -  Médaille d'argent par équipes masculines.

### Coupe continentale
- 2 victoires.